# Cecilia Tait
Cecilia Roxana Tait Villacorta (* 2. Mai 1962 in Lima) ist eine peruanische Volleyballnationalspielerin und Politikerin.

## Volleyball-Karriere
Tait nahm mit der Peruanischen Nationalmannschaft dreimal in Folge an den Olympischen Spielen teil (1980, 1984 und 1988) und gewann dabei 1988 in Seoul die Silbermedaille. Außerdem belegte sie bei den Weltmeisterschaften 1982 in ihrem Heimatland Platz zwei und 1986 in der Tschechoslowakei Platz drei.
Auf Vereinsebene begann Tait bei Deportivo Bancoper Lima. Später spielte die Linkshänderin im Ausland bei Ito Yokado in Tokio und in Italien bei ISA Infissi Fano und bei Pallavolo Reggio Calabria, mit dem sie bei den europäischen Vereinswettbewerben nach zwei zweiten Plätzen 1987 im Europapokal der Pokalsieger und 1988 im CEV-Pokal im Jahr 1989 den CEV-Pokal gewann. Anschließend war Tait drei Jahre in Brasilien beim Sadia Esporte Club São Paulo aktiv und gewann in dieser Zeit je zweimal den brasilianischen und den südamerikanischen Titel sowie 1991 die Klubweltmeisterschaft. In der Saison 1992/93 spielte sie beim deutschen Bundesligisten SV Lohhof.
Tait wurde mehrfach als „Wertvollste Spielerin“ (MVP), „Beste Angreiferin“ etc. ausgezeichnet. Sie wurde 2005 in die „Volleyball Hall of Fame“ aufgenommen.

## Politikerin
Tait engagierte sich ab 1998 in der Politik und war von 2000 bis 2016 peruanische Kongressabgeordnete.

## Privates
Tait war zweimal verheiratet und hat aus beiden Beziehungen je eine Tochter. 2010 überwand sie eine Brustkrebserkrankung.